# 無電柱化の推進に関する法律
無電柱化の推進に関する法律（むでんちゅうかのすいしんにかんするほうりつ、平成28年12月16日法律第112号）は、無電線化の推進に関する日本の法律である。
全3章15条および附則からなる。法令番号は平成28年法律第112号、2016年（平成28年）12月16日に公布された。

## 概要
2009年（平成21年）4月に、当時内閣総理大臣（第1次安倍内閣）を辞職後の安倍晋三らを発起人として、自由民主党と公明党の国会議員117名からなり、「美しい国:電柱の林を並木道に!議員連盟」が発足した。問題となったのは縦割り行政で、総務省・環境省・経済産業省・財務省・警察庁が担当したが、法律制定活動は、同年8月30日の第45回衆議院議員総選挙で当時の民主党が与党となり、自民党と公明党が下野したことで一時停止した。
法制化への動きは、2012年（平成24年）12月16日の第46回衆議院議員総選挙で両党が与党に復帰し、安倍晋三が首相に返り咲いたこと（第2次安倍内閣）で再始動し、「電柱の林を並木道に!議員連盟」は2013年（平成25年）10月22日に「無電柱化議員連盟」に名称変更した。2014年（平成26年）1月の総会で「無電柱化の促進に関する決議」が採択され、同年2月6日に自民党の政務調査会にITS推進・道路調査会の下部組織として「無電柱化小委員会」が設置された。
その後、法案は第192回国会において、2016年（平成28年）12月6日に衆議院で、同月9日に参議院でそれぞれ全会一致可決し、成立した。

## 構成
- 第1章 総則（第1条 - 第6条）
- 第2章 無電柱化推進計画等（第7条・第8条）
- 第3章 無電柱化の推進に関する施策（第9条 - 第15条）
- 附則